# استرداد
استرداد (بالإنجليزية: Drawback)‏ مصطلح يشير في القانون وفي التجارة إلى استرجاع الرسوم الجمركية التي سبق دفعها على الأصناف الخاضعة للضريبة عند تصديرها أو عند إعادة تصدير البضائع الأجنبية. ويتمثل الهدف من نظام الدروباك في السماح بتصدير السلع المُعرضة لـ فرض الضرائب وبيعها في دولٍ أجنبية بناءً على المعايير نفسها في الدول التي لا تُفرض فيها الضرائب على مثل هذه البضائع. ويختلف نظام الدروباك عن علاوة التصدير؛ حيث إن تلك العلاوة تسمح ببيع السلع في الخارج بسعرٍ أقل من سعر التكلفة، ومع ذلك، فقد يحدث في ظل ظروف مُعينة أن يكون تأثير نظام الدروباك معادلاً لتأثير العلاوة، كما هو الحال فيما يُسمى بعلاوات السكر في ألمانيا (انظرالسكر). وقد احتوت التعريفات الأولى على جداول توضيحية لأنظمة الدروباك المسموح بها في تصدير أو إعادة تصدير السلع، ولكن بالنسبة لـ المملكة المتحدة (كما في عام 1911)، فقد قام نظام المستودع الجمركي بإلغاء أنظمة الدروباك بشكلٍ عملي، بحيث يمكن تخزين السلع (في صورةسندات) لحين الحاجة لتصديرها.
في الولايات المتحدة، يعتبر نظام الدروباك على الواردات بمثابة قانون يسمح للمُصَدّرين باستعادة الرسوم الجمركية المدفوعة على المنتجات المستوردة بشرط أن يتم تصدير هذه المنتجات فيما بعد. كما يعتبر من البرامج الجمركية المميزة. ولكنه يتسم بأنه عملية بطيئة ومُستهلكة للوقت وتتطلب إثباتًا للتصدير وسلسلة من التدقيق المُحاسبي الخالي من الأخطاء لعملية الاستيراد الأصلية. علاوةً على ذلك، يُمكن استخدام منطقة التجارة الحرة إما لتسريع عملية استرداد الرسوم الجمركية أو لتجنبها. كما يعتبر رسم دخول منطقة التجارة الحرة في حالة المنطقة المُقيدة بمثابة معادل قانوني للتصدير من وجهة نظر هيئة حماية الحدود والجمارك الأمريكية.
ووفقًا لقانون الجمارك الهندي، فإن البرامج المختلفة مثل الوحدات الموجهة للتصدير (EOU) والمنطقة الاقتصادية الخاصة (SEZ) والترخيص المُقدم والتصنيع تحت السند إلخ، يتم إتاحتها لتحصيل المدخلات بدون دفع رسوم جمركية أو رسوم ضريبية، أو لتحصيل استرداد الرسوم التي دُفعت على المدخلات. وفي حالة الضريبة المركزية، يمكن للمصنعين الاستفادة من ائتمان سينفات (Cenvat) للرسوم المدفوعة على المدخلات وضرائب الخدمة المدفوعة على خدمات المدخلات، ويمكن الاستفادة من نفس الائتمان لدفع الرسوم الجمركية على بضائع أُخرى تُباع في الهند، أو لدفع ضرائب خدمات على الخدمات المتوفرة بالهند، أو يمكن استعادة المبالغ المُسددة. كما تُتاح برامج مثل الصناعة تحت السند أيضًا للجمارك. ويمكن للمصنعين أو المعالجين غير القادرين على الاستفادة من أيٍ من هذه البرامج أن يستفيدوا من نظام ’استرداد الرسوم الجمركية على الواردات‘. وهنا، يتم رد رسوم الضرائب ورسوم الجمارك المدفوعة على المدخلات بالإضافة إلى ضرائب الخدمات المدفوعة على خدمات المدخلات إلى الذي يقوم بتصدير المنتج النهائي عن طريق ’استرداد الرسوم الجمركية على الواردات‘.
- تحوي هذه المقالة معلومات مترجمة من الطبعة الحادية عشرة لدائرة المعارف البريطانية لسنة 1911 وهي الآن ضمن الملكية العامة.